# Mom Keo
Re Mom Keo, il cui nome regale fu Samdach Brhat-Anya Chao Manikya Kaeva Raja Sri Sadhana Kanayudha (Vientiane, ... – Vientiane, 1633), è stato il ventiseiesimo sovrano del Regno di Lan Xang, la cui capitale era Vientiane, nell'odierno Laos centrale.
Fu proclamato re dopo la morte del predecessore Phothisarat II, che secondo alcune fonti era il fratello. Secondo altre fonti, Mom Keo era invece fratello del re Upagnuvarat.
Le cronache che lo menzionano  provengono dagli antichi annali di Lan Xang, di Lanna, di Ayutthaya e di Birmania, che differiscono tra loro. Gli annali di Lan Xang furono tradotti in altre lingue ed interpretati in diversi modi, dando luogo a controversie sull'attendibilità dei riferimenti storici. La principale tra le critiche che determinarono il cambiamento del testo originale, fu dettata dalla convinzione che molti degli avvenimenti storici fossero stati omessi o distorti nell'edizione originale a maggior gloria del regno. Gli avvenimenti e le date relative alla vita di Mom Keo non sono quindi pienamente attendibili.

## Biografia
Nel 1627, alla morte di Phothisarat II, il Consiglio di Stato scelse Mom Keo come suo successore. Il nuovo sovrano ebbe due figli, il principe Ton, che sarebbe divenuto il suo successore con il nome regale Ton Kham, ed il principe Viksai, che sarebbe salito al trono di Lan Xang dopo la morte del fratello maggiore.
Durante il regno di Mom Keo si acuirono i conflitti tra i più importanti clan nobiliari del regno, ognuno dei quali tramò per usurpare il trono allargando la cerchia dei propri alleati e formando una propria milizia. Il regno si indebolì e la popolazione risentì pesantemente della situazione. Molti degli abitanti abbandonarono l'impoverita capitale e si trasferirono sulla sponda opposta del Mekong. Nei 6 anni del regno di Mom Keo non si registrarono altri eventi rilevanti.
Il sovrano morì nel 1633 e gli succedette sul trono il figlio maggiore Ton Kham, che aveva nominato erede al trono e viceré con il titolo di upagnuvarat. Alla morte di Ton Kham salì al trono il figlio minore di Mom Keo, il principe Viksai. In seguito i conflitti di corte sarebbero stati appianati da Surigna Vongsa, figlio di Ton Kham e successore di Viksai nel 1638, che avrebbe consolidato il suo potere cacciando dalla capitale tutti i vari fratelli e cugini pretendenti al trono. Nel 1690, alla morte di Surigna, riesplosero drammaticamente i conflitti di corte che sarebbero continuati fino al 1707, quando Lan Xang si sarebbe frazionato nei Regni di Luang Prabang e di Vientiane.

## Genealogia
Dai due figli di Mom Keo si svilupparono diversi rami della casa reale:
- Il principe Ton, re di Lan Xang dal 1633 al 1637 con il nome regale Ton Kham, ebbe tre figli:[1]
  - Il principe Somaputra detto anche Somphu, che fuggì quando il fratello minore Surigna Vongsa salì al trono. Si rifugiò a Huế, dove risiedeva la corte dei signori Nguyen, che controllavano il Vietnam centro meridionale. Somphu morì a Huế nel 1688. Ebbe due figli, di cui il primo dalla nipote Sumangala:
    - Il principe Sadet Jaya Anga Hue, detto anche Sai Ong Hue, figlio della principessa Sumangala, che nel 1698 sarebbe tornato a Lan Xang alla testa di un'armata vietnamita salendo al trono con il nome regale Setthathirat II. Dopo il frazionamento del regno nel 1707, divenne il primo sovrano del Regno di Vientiane
    - Il principe Sadet Chao Jaya Anga Long, detto anche Ong Long e Sai Ong Viet, che divenne il viceré di Luang Prabang durante il regno del fratello, per poi fuggire a Vientiane nel 1705 durante la rivolta che provocò il frazionamento di Lan Xang

  - Il principe Bun Saya, detto anche Bun Su, costretto a ritirarsi a vita monacale dopo l'ascesa al trono di Surigna Vongsa
  - Il principe Surignalinga Kumara, detto anche Surigna Kuman, che divenne re di Lan Xang nel 1638 con il nome regale Surigna Vongsa, succedendo allo zio Viksai. Regnò fino al 1690 ed ebbe tre figli:
    - Il principe Ratsavuth, suo erede al trono, fatto giustiziare per adulterio, si era sposato con la figlia del re di Chiang Hung, che gli aveva dato tre figli:
      - Il principe Kitsarat, che sarebbe diventato il primo sovrano del Regno di Luang Prabang nel 1707
      - Il principe Ong Nok
      - Il principe Inta Som, che sarebbe diventato il terzo sovrano del Regno di Luang Prabang nel 1723

    - La principessa Sumangala, che andò in sposa allo zio Somphu, rifugiatosi in Vietnam, dal quale ebbe il suddetto Setthathirat II. Si sposò in seconde nozze con Sentip, detto anche Phya Senadivya, da cui ebbe due figli:
      - Il principe Ong Nong,
      - Il principe Nokasat, che divenne il primo sovrano del Regno di Champasak nel 1713 con il nome regale Soi Sisamut

    - La principessa Kumari, nel 1694 sposò l'usurpatore Tian Thala, che regnò dal 1690 al 1695
- Il principe Viksai, re dal 1637 al 1638, ebbe due figli:[1]
  - Il principe Puya, detto anche Bu, si rifugiò a Xieng-Khan quando Surigna Vongsa salì al trono nel 1638. In seguito prese i voti monacali e morì a Nakhon Phanom. Ebbe un figlio:
    - Il principe Chao Phya Nandaratta Sri Sadhana Kanayudha, che sarebbe diventato re di Lan xang dal 1695 al 1698 con il nome regale Nan Tharat

  - Il principe Jaya, detto anche Soi, si rifugiò a Sapuluang quando Surigna Vongsa salì al trono nel 1638.